# Транспортная развязка на пересечении проспекта Победы и Мамадышского тракта
Транспортная развязка на пересечении проспекта Победы и Мамадышского тракта  — первая в Казани развязка клеверного типа.

## Территориальное расположение
Данная развязка расположена в восточной части города, на территории Советского района, на пересечении важнейших городских магистралей — проспекта Победы и улицы Аграрной, переходящей в Мамадышский тракт. 

## Особенности конструкции
Транспортная развязка на пересечении проспекта Победы и Мамадышского тракта — это двухуровневая развязка клеверного типа, состоящая из путепровода вдоль проспекта Победы и восьми однопутных съездов (четыре служат для поворотов вправо, четыре — для поворотов влево). 
Длина путепровода — 84,56 м, ширина — около 50 м; он состоит из двух параллельных друг другу эстакад, обеспечивающих встречные автомобильные проезды по четырём полосам движения в каждом (не считая полос для съездов), разделённых двумя трамвайными путями. Проходящая под путепроводом улица Аграрная, переходящая в Мамадышский тракт, имеет два встречных автомобильных проезда по две полосы движения в каждом направлении (не считая полос для съездов) с десятиметровой разделительной полосой между ними, постепенно сужающейся при удалении от путепровода.

## История
Транспортная развязка на пересечении проспекта Победы и Мамадышского тракта была построена в 1985 году. Это была третья по счёту развязка в Казани (первая построена в 1977 году на пересечении проспектов Ямашева и Ибрагимова, вторая — в 1984 году на пересечении проспекта Победы и Оренбургского тракта). 
В 1999 году по путепроводу вдоль проспекта Победы были проложены трамвайные пути.

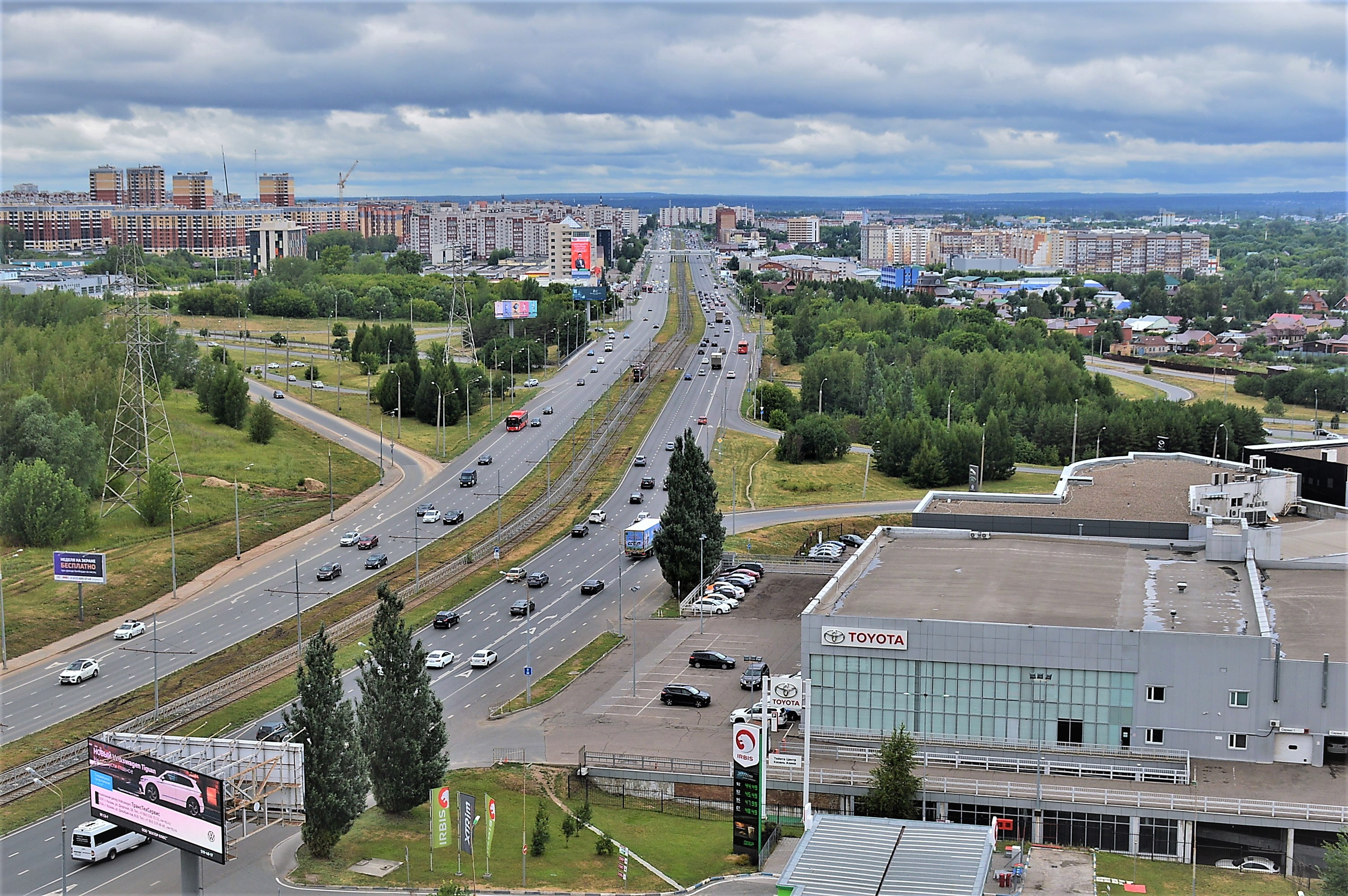
Вид на транспортную развязку вдоль проспекта Победы (июль 2021)